# Gradella
Gradella (Gardella în dialectul din Cremona) este un sat în comuna Pandino din Provincia Cremona. Altitudinea medie este de 89 m. Are o populație de 250 de locuitori.
Localitatea este un mic sat agricol de origine veche, face parte din asociația celor mai frumoase sate din Italia.

## Monumente și locuri de interes
- Biserica Sf. Bassiano, Secolul al XIX-lea

## Persoane legate de Gradella
- Egidio Miragoli (1955), episcop romano-catolic al diecezei Mondovì din 2017.